# Parafreutreta producta
Parafreutreta producta är en tvåvingeart som beskrevs av Munro 1957. Parafreutreta producta ingår i släktet Parafreutreta och familjen borrflugor.
Artens utbredningsområde är Uganda. Inga underarter finns listade i Catalogue of Life.